# 阿蘇惟村
阿蘇 惟村（あそ これむら）は、南北朝時代から室町時代前期にかけての武将。室町幕府肥後国守護。

## 略歴
阿蘇惟澄の長男として誕生。幼少期の名は、丞丸。
1351年、祖父・阿蘇惟時の養子となる。足利直冬が九州探題に就任するのと同時期に、阿蘇惟時の支配する阿蘇神領を譲与されている。
1362年、大友氏時の推挙により、足利幕府から、肥後守護職を与えられ、阿蘇東殿・武家方大宮司となる。南北朝時代の動乱期には、北朝方・養父・惟時に従って、南朝方・実父・惟澄と対立、抗争を繰り広げた。
正平19年/貞治3年（1364年）の父の死の直前に南朝方の家督をも譲られる。しかし征西府は惟村の相続を認めず、弟・惟武を大宮司に任じたため、兄弟間で争いが起こる事になる。天授元年/応安8年（1375年）に北朝から従三位に叙せられた。
天授3年/永和3年（1377年）に肥前蜷打の戦いで惟武が戦死すると、惟村は幕府より肥後守護に任じられた。
しかし、父の時代に煮え湯を飲まされた北朝側に疎まれて九州探題・今川貞世（了俊）や渋川満頼らにその統治を妨害された。また惟武の子・惟政は健在であったため、阿蘇氏の内乱も終息しなかった。
応永4年（1397年）3月30日、足利義満から准三后を与えられる。
応永13年（1406年）、死の直前に子・惟郷に家督を譲って、まもなく死去。

## その他
阿蘇氏は、阿蘇本社領のほか、甲佐・群浦・健軍の三末社領を基盤として活動していた。
砥用地方は甲佐社領に含まれており、大宮司の職を辞した後、この地に赴いたと言う。

## 墓地
砥用町大字早楠にある「早楠神社」にあり、「オタッチョサン」と村人は俗に呼んでいたが、これは「御舘中様」が訛ったものと云う。
神殿直下に室町中期頃の様式とされる宝篋印塔が建っている。
三和の墓地の近辺にも「宝筐印塔」が建っていて俗称で「オタッチーヨ」と呼ばれているが、これは惟村の弟にあたる「惟武」のものではないかという説がある。
ちなみに、惟村の子孫で戦国時代の当主阿蘇惟種の墓も「おたっちょさん」と地元で呼ばれており、共通点がある。